# Seumatang Muda Itam
Seumatang Muda Itam is een bestuurslaag in het regentschap Aceh Timur van de provincie Atjeh, Indonesië. Seumatang Muda Itam telt 844 inwoners (volkstelling 2010).